# Destellos (álbum)
Destellos es el álbum debut de la banda mexicana Clubz. Se lanzó al mercado musical el 28 de septiembre de 2018 en formato físico, de vinilo y digital en México. Fue escrito por los vocalistas del grupo; Coco Santos y Orlando Fernández. Fue producido por ellos mismos, y distribuido de forma independiente.
Se compone de once canciones originalesgrabadas entre 2016 y 2018. Se extrajeron sencillos como «El rollo», «Popscuro», «Áfrika», «Templos» y «Palmeras». Otros temas destacados fueron «Nagano» y «Réplica». Este álbum contó con la participación tres artistas invitados como Ela Minus en «Nagano», Buscabulla en «Cáile» y Girl Ultra en «Súper visión».

## Antecedentes
Con tres sencillos lanzados antes de su lanzamiento, «El rollo», «Pospcuro» y «Afrika», Orlando y Coco se alistaron para presentar su primer álbum de estudio, titulado Destellos, programado para finales de 2018. En colaboración con la plataforma YouTube Music, lanzaron un documental titulado Destellos Documentary, un vídeo de casi 9 minutos que exploró su vida personal, influencias y el proceso creativo que los llevó a grabar el álbum, culminando en su presentación sold out el 14 de diciembre en SALA. El dúo comenzó a ganar notoriedad en la música con sus EPs Texturas y Épocas, donde mostraron su característica fusión de electropop, R&B y funk retro.
Incluye colaboraciones con artistas como Ela Minus, Buscabulla y Girl Ultra. Además, Clubz se presentó en la edición 2019 del Festival Ceremonia, junto a artistas como Massive Attack, Aphex Twin, Modeselektor, Rosalía y Little Jesus. La producción del álbum se llevó a cabo en diversos estudios de grabación, y su creación se realizó en las computadoras de los integrantes.

## Recepción
En el sitio web Rate Your Music recibió una puntuación de 3.48 sobre 5 estrellas.Por otro lado Pam Villafuerte de la revista IndieRocks! le dio una puntuación de 8 sobre 10, comentando que Destellos —es un álbum que impacta desde el primer momento, extendiendo su influencia a lo largo del cuerpo y generando una conexión rítmica que se manifiesta en brazos y piernas—. Este primer trabajo de larga duración del dúo revela su conocimiento musical y su habilidad para reinterpretar sonoridades del pasado en un presente lleno de posibilidades. La calidad musical que presenta este álbum es notable y sumamente satisfactoria. El proceso de producción y postproducción, que demandó un tiempo considerable, se traduce en once pistas que mantienen una cohesión sonora, ofreciendo una experiencia auditiva homogénea. Aunque la estética de cada canción varía, todas cuentan con arreglos meticulosos y bien concebidos, lo que sin duda justifica la espera.

## Lista de canciones
| Lista de canciones |                                 |                                 |          |  |
| N.º                | Título                          | Escritor(es)                    | Duración |  |
| 1.                 | «Palmeras»                      | Coco Santos · Orlando Fernández | 3:57     |  |
| 2.                 | «Áfrika»                        | Coco Santos · Orlando Fernández | 3:42     |  |
| 3.                 | «El rollo»                      | Coco Santos · Orlando Fernández | 2:50     |  |
| 4.                 | «Réplica»                       | Coco Santos · Orlando Fernández | 3:54     |  |
| 5.                 | «Nagano (con Ela Minus)»        | Coco Santos · Orlando Fernández | 3:03     |  |
| 6.                 | «Templos»                       | Coco Santos · Orlando Fernández | 4:44     |  |
| 7.                 | «Cáile (con Buscabulla)»        | Coco Santos · Orlando Fernández | 3:23     |  |
| 8.                 | «Jamz»                          | Coco Santos · Orlando Fernández | 1:15     |  |
| 9.                 | «Popscuro»                      | Coco Santos · Orlando Fernández | 3:57     |  |
| 10.                | «Nota de voz»                   | Coco Santos · Orlando Fernández | 0:32     |  |
| 11.                | «Súper visión (con Girl Ultra)» | Coco Santos · Orlando Fernández | 2:25     |  |
| 33:43              |                                 |                                 |          |  |

## Listas

### Semanales
| País   | Lista                                 | Mejor posición | Ref.  |
| ------ | ------------------------------------- | -------------- | ----- |
| México | Top 100 Álbumes Alternativos (iTunes) | 49             | [ 9 ] |

## Historial de lanzamiento
| País   | Fecha                    | Formato(s)                     | Sello         | Ref.   |
| ------ | ------------------------ | ------------------------------ | ------------- | ------ |
| México | 28 de septiembre de 2018 | CD + Descarga digital + Vinilo | Independiente | [ 10 ] |